# Sallisaw
Sallisaw é uma cidade localizada no estado norte-americano de Oklahoma, no Condado de Sequoyah.

## Demografia
Segundo o censo norte-americano de 2000, a sua população era de 7989 habitantes.
Em 2006, foi estimada uma população de 8736, um aumento de 747 (9.4%).

## Geografia
De acordo com o United States Census Bureau tem uma área de
33,4 km², dos quais 32,9 km² cobertos por terra e 0,5 km² cobertos por água. Sallisaw localiza-se a aproximadamente 152 m acima do nível do mar.

## Localidades na vizinhança
O diagrama seguinte representa as localidades num raio de 12 km ao redor de Sallisaw.